# 逆問題
逆问题是一个关于如何将观测和测量的结果转换为物体或系统的信息的广义框架。比如，如果我们有一个关于地球重力场的测量结果，我们就会问：「利用现有的訊息，我们能否得到地球的密度分布？」。这类问题的解（即最符合测量数据的密度分布）通常就可以告诉我们一个无法直接测量的物理量。因此，逆问题是在数学和物理学中最重要和被研究的最多的问题之一。逆问题广泛的出现在诸如计算机视觉，自然语言处理，机器学习，统计学，推论统计学，地理，医学成像（比如X射线计算机断层成像和脑电图/事件相关电位），遥感，海洋声学层析，无损检测，航空，物理学中。
通常情况下，逆问题是非适定性问题，绝大多数逆问题都是病态的。其在数值上是不稳定的，即在初始资料中的一个微小错误，可以使答案产生很大的错误。这时就需要引入额外的正規化约束条件。

### 学术期刊
目前有四本关于逆问题的期刊：
- Inverse Problems （页面存档备份，存于）
- Journal of Inverse and Ill-posed Problems Archive.today的存檔，存档日期2013-02-01
- Inverse Problems in Science and Engineering （页面存档备份，存于）
- Inverse Problems and Imaging

除此之外，仍有许多关于医学成像，地理，无损检测等等的期刊与逆问题相关。